# Ульюко бульбоносна
Ульюко бульбоносна (Ullucus tuberosus Caldas) — єдиний вид дводольних рослин з роду ульюко родини Basellaceae.

## Опис
Це прямостояча низькоросла рослина, що досягає 50 см заввишки. Верхня частина ульюко трохи нахилена уперед. Стебло в'юнке, на поперечному зрізі має добре промальовані межі. Листя відносно велике, завдовжки близько 13 см, розташоване почергово, мають суцільнокрайню листову пластинку. Черешок дуже довгий, іноді досягає довжини половина листя. Усі частини рослини мають характерний лілуватий відтінок. Квіти дрібні, двостатеві, жовтуватого кольору, зібрані в суцвіття за типом гроно. Іноді утворює насіння, які мають форму перевернутої піраміди з гофрованою поверхнею.

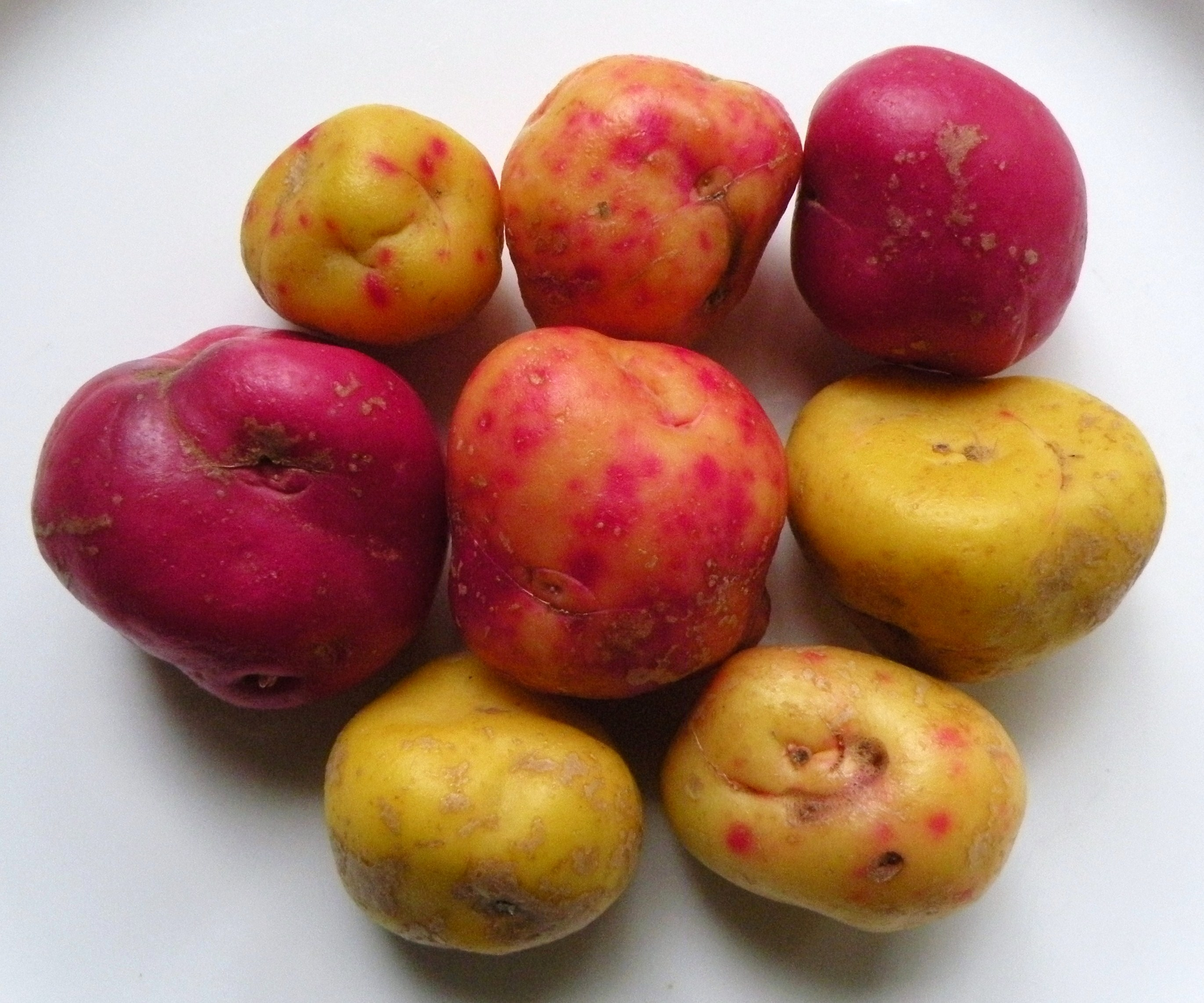
Бульби ульюко

Рослина має бульби, які походять від коренів, за формою дуже схожі на дрібну картоплю. Форма різна: від округлих до подовжених бульб. Забарвлення бульб жовте (одноколірне або з малиновими плямами) або блідо-малинове. Бульби містять до 20 % крохмалю, багато високомолекулярного білка, каротину, кальцію, а також слиз.

## Вирощування
Росте у гірських районах та частково у середній смузі в вологому, прохолодному кліматі на висотах до 4000 м над рівнем моря. Також ульюко вирощують у теплицях. Для утворення бульб необхідно 7-8 місяців.
Вимагає приблизно від 800 до 1400 мм опадів. В ґрунт висаджують бульби, після появи стовбура, навколо нього утворюють горбики з землі.

## Застосування
В їжу вживаються бульби та листя ульюко. Бульби уллюко містять велику кількість слизу, що робить їх непридатними для смаження, проте вони можуть бути зварені наче картопля. Основною перевагою ульюко вважається його хрустка структура, яка не руйнується навіть після термічної обробки. Місцеві жителі проморожують і висушують бульби для того, щоб вони добре зберігалися — чуньо. Ця традиція зберігається з часів чибча, інків та інших андських народів.

## Розповсюдження
Культивується в Центральній і Південній Америці. Найбільше ця рослина культивується в високогір'ї Венесуели, Колумбії, Еквадору, Перу і Болівії на висотах до 3800 м над рівнем моря.